# Parti rural libéral
Le Parti rural libéral (anglais : Country Liberal Party, CLP)  est un parti politique du Territoire du Nord en Australie. Il est affilié au Parti national et au libéral.
Le parti a été créé en 1971 en tant que branche du Parti national. Lors des premières élections dans le Territoire du Nord, le parti a remporté tous les sièges sauf deux à l'Assemblée législative (les deux autres ont été remportés par des indépendants).
Historiquement, le parti était attaché au statut d'État du Territoire du Nord. La base de soutien du parti vient souvent de régions éloignées du Territoire du Nord, ainsi que d'Alice Springs et de Palmerston. Il a également développé une clientèle parmi la classe moyenne urbaine de Darwin. Le parti a également développé une base de partisans parmi la population aborigène de l'État, ayant fourni le premier député aborigène du territoire (Hyacinth Tungutalum) et le premier chef de gouvernement aborigène d'Australie (Adam Giles).

## Historique

### Territoire du Nord
Créé en 1974, le CLP domine l'Assemblée législative du Territoire du Nord à partir de 1978 et jusqu'en 2001, date à laquelle il perd sa majorité au profit du Parti travailliste. Réduit à quatre parlementaires en 2005, il connaît une remontée lors de l'élection du 9 août 2008 en remportant 11 des 25 sièges de l'Assemblée législative. Enfin en 2012, il retrouve une majorité absolue avec 16 sièges et reprend la direction du gouvernement local.

### Niveau fédéral
Depuis 2001, le sénateur Nigel Scullion est le seul représentant du CLP au Parlement d'Australie. Il est le chef adjoint du Parti national de 2007 à 2013 et siège dans ses rangs au Sénat. Depuis 2013, il est en outre ministre des affaires indigènes dans les gouvernements Abbott et Turnbull.
Depuis 2010, le parti est aussi présent à la Chambre des représentants avec Natasha Griggs. 